# Drop bear
Ten artykuł dotyczy stworzenia, którego istnienia nie potwierdza współczesna zoologia.
Drop bear (ewentualnie dropbear, dosłownie „spadający niedźwiedź”), Phascolarctos hodgsonii – mityczny australijski torbacz rzekomo przypominający koalę. Opowieści o drop bears używane są zazwyczaj do straszenia turystów.
Jest to podobno większa, drapieżna i mięsożerna odmiana koali, żyjąca na czubkach drzew. Według większości opowiadanych historii na ten temat zwierzęta te atakują bez ostrzeżenia, spadając na głowy swoich ofiar ze znacznej wysokości.
Współczesna miejska legenda o drop bears wywodzi się zapewne ze starych legend aborygeńskich. W czasach prehistorycznych kontynent australijski rzeczywiście zamieszkiwały wymarłe już zwierzęta takie jak Phascolarctos stirtoni czy Phascolarctos involus, które przypominały dzisiejsze koale, ale były od nich dwukrotnie większe.